# Zmorsznik czarny
Zmorsznik czarny (Stictoleptura scutellata) – gatunek chrząszcza z rodziny kózkowatych.